# Unbunny
Unbunny är ett amerikanskt indieband, bildat 1995 i Washington State. Under en kortare period 2001 använde de namnet Nervous Plants.

## Diskografi
- 1996 – Analog
- 1998 – Fission Romance the West
- 1998 – The Willis Files
- 2002 – The Black Strawberries
- 2004 – Snow Tires
- 2010 – Moon Food